# Центральноваленсийский субдиалект
Центральноваленсийский субдиалект (кат. valencià central), или Апичат (кат. valencià apitxat, этимология слова неясна) — субдиалект валенсийского диалекта (языка). Распространён в комарках Кампо-де-Морведре, Хорта-де-Валенсиякат., Кампо-де-Турия, Рибера-Альта. Значительное число говорящих проживает также в муниципалитетах Гандиа и Онда

## Краткие сведения
Часто диалект апичат классифицируют как субдиалект валенсийского диалекта.
Большинство языковедов отмечают, что некоторые черты этого говора (особенно фонетика) возникли под влиянием арагонского и испанского языков в Средневековье — во времена создания Королевства Валенсия. Несмотря на это, субдиалект апичат является одним из диалектов каталанского языка, а не переходным говором от каталанского к испанскому.
Кроме некоторых особенностей, возникших под влиянием других языков, в диалекте апичат сохранились некоторые архаические черты каталанского языка, которые были утрачены в других диалектах: простое совершённое прошедшее время (кат. pretèrit perfet simple — aní, anares, anà и т. д.); более чёткое, чем в литературном языке, произношение конечных -lt (molt), -nt (tant) и -mp (camp). Из других черт диалекта следует отметить отсутствие фонем [z] и [dʒ] (во всех диалектах каталанского языка определённые исторические звуки были редуцированы — например, в барселонском говоре центральнокаталанского диалекта потерян звук [v] и оглушены звуки, которые записываются буквосочетаниями tg и tj — metge → ['mettʃə], platja → ['plattʃə])

## Особенности
- Само название диалекта указывает на то, что некоторые звонкие фонемы оглушаются: casa ['kaza] → ['kasa] — дом, tretze ['tredze] → ['tretse] — тринадцать, metge ['medʒe] → ['metʃe] — врач;
- Звук [v] переходит в [β], как и в литературном каталанском языке (официальный язык Автономного сообщества Валенсия — валенсийский язык — кодифицирован с сохранением звука [v]);
- Сохранены архаичные формы множественного числа некоторых существительных: hòmens ['ɔmens] — «люди», jóvens ['tʃobens] — «молодёжь» (как и в северо-западных диалектах каталанского языка), а также такие слова, как ràvens, orígens, màrgens;
- Как и в других западных диалектах, происходит дифтонгизация начального безударного o в [aw]: olor → aulor, ofegar → aufegar, obrir → aubrir;
- После конечных глухих смычных появляется краткое [ĕ], похожее на французское «e muet»: nit → ['nittĕ], crec → ['krekkĕ], prop → ['proppĕ]. Для других носителей каталанского языка именно эта черта является основной для определения носителей диалекта апичат;
- Вместо полной формы слабых местоимений употребляются косвенные формы: em dic Pep → me diuen Pep, es troba malament → se troba malament;
- В возвратных глаголах вместо местоимений mos (вариант местоимения nos) и vos употребляется форма se: mos rentem → se rentem, vos estudieu → s’estudieu;
- Говору присуще фонетическое явление «йотирования», когда [λ] переходит в [j]: llet → iet, vall → bai;
- Часто [s] перед согласным переходит в [h]: vesprada → [beh'ppra], has posat → ['ahpo’sat], escolta → [ah'kɔlta]. Такие фонетические изменения присущи разговорному испанскому языку, особенно на юге Иберийского полуострова. В комарке Уэрта-Сур интервокальное -s-, которое обозначает в литературном языке фонему [z], тоже переходит в [h]: mosatros → [mo'hatros]